# Kamon (wieś)
Kamon (hebr. כמון; agn. Kammon; pol. Kmin) – wieś komunalna położona w Samorządzie Regionu Misgaw, w Dystrykcie Północnym, w Izraelu.

## Położenie
Kamon jest położona na wysokości 525 metrów n.p.m. w północnej części Dolnej Galilei. Leży na szczycie góry Kamon (598 m n.p.m.), wznoszącej się od strony południowej nad Doliną Bet ha-Kerem i Doliną Chananja. Po stronie wschodniej jest głębokie wadi strumienia Calmon, a na zachodzie wadi strumienia Kamon. Stoki góry Kamon są częściowo zalesione. W otoczeniu wsi Kamon znajdują się miasto Karmiel, miejscowości Rama, Maghar, Nachf i Sadżur, kibuc Moran, moszawy Szezor i Chazon, druzyjska wieś En al-Asad, oraz wsie arabskie Ras al-Ajn, Sallama i Kamane. Na północny zachód od wsi jest położona strefa przemysłowa Karmiel.

### Podział administracyjny
Kamon jest położona w Samorządzie Regionu Misgaw, w Poddystrykcie Akka, w Dystrykcie Północnym Izraela.

## Demografia
Stałymi mieszkańcami wsi są wyłącznie Żydzi. Tutejsza populacja jest świecka:

Źródło danych: Central Bureau of Statistics.

## Historia
Osada została założona w 1980 roku w ramach rządowego projektu Perspektywy Galilei, którego celem było wzmocnienie pozycji demograficznej społeczności żydowskiej na północy kraju. Pierwsi mieszkańcy żyli w prowizorycznych przyczepach kempingowych, bez wody i bez dostępu do drogi gruntowej. Energia elektryczna pochodziła z generatora. Wraz z rozwojem sąsiedniej wioski Michmanim nastąpił także rozwój Kamon. Istnieją plany rozbudowy wsi.

### Nazwa
Nazwa wsi pochodzi od góry Kamon, na której jest położona. Jest to także hebrajska nazwa kminu.

## Edukacja
Wieś utrzymuje przedszkole. Starsze dzieci są dowożone do szkoły podstawowej we wsi Gilon.

## Kultura i sport
We wsi jest ośrodek kultury z biblioteką. Z obiektów sportowych jest basen pływacki, boisko do koszykówki oraz siłownia.

## Infrastruktura
We wsi jest przychodnia zdrowia, synagoga, sklep wielobranżowy oraz warsztat mechaniczny.

## Gospodarka
Lokalna gospodarka opiera się na obsłudze ruchu turystycznego. Większość mieszkańców dojeżdża do pracy poza wsią.

## Transport
Ze wsi wyjeżdża się na północny zachód lokalną drogą, która mija sąsiednie wioski Kamane i Michmanim, po czym skręca na północ i zjeżdża do strefy przemysłowej Karmiel przy mieście Karmiel, docierając do skrzyżowania z drogą nr 85.